# 리차드 불

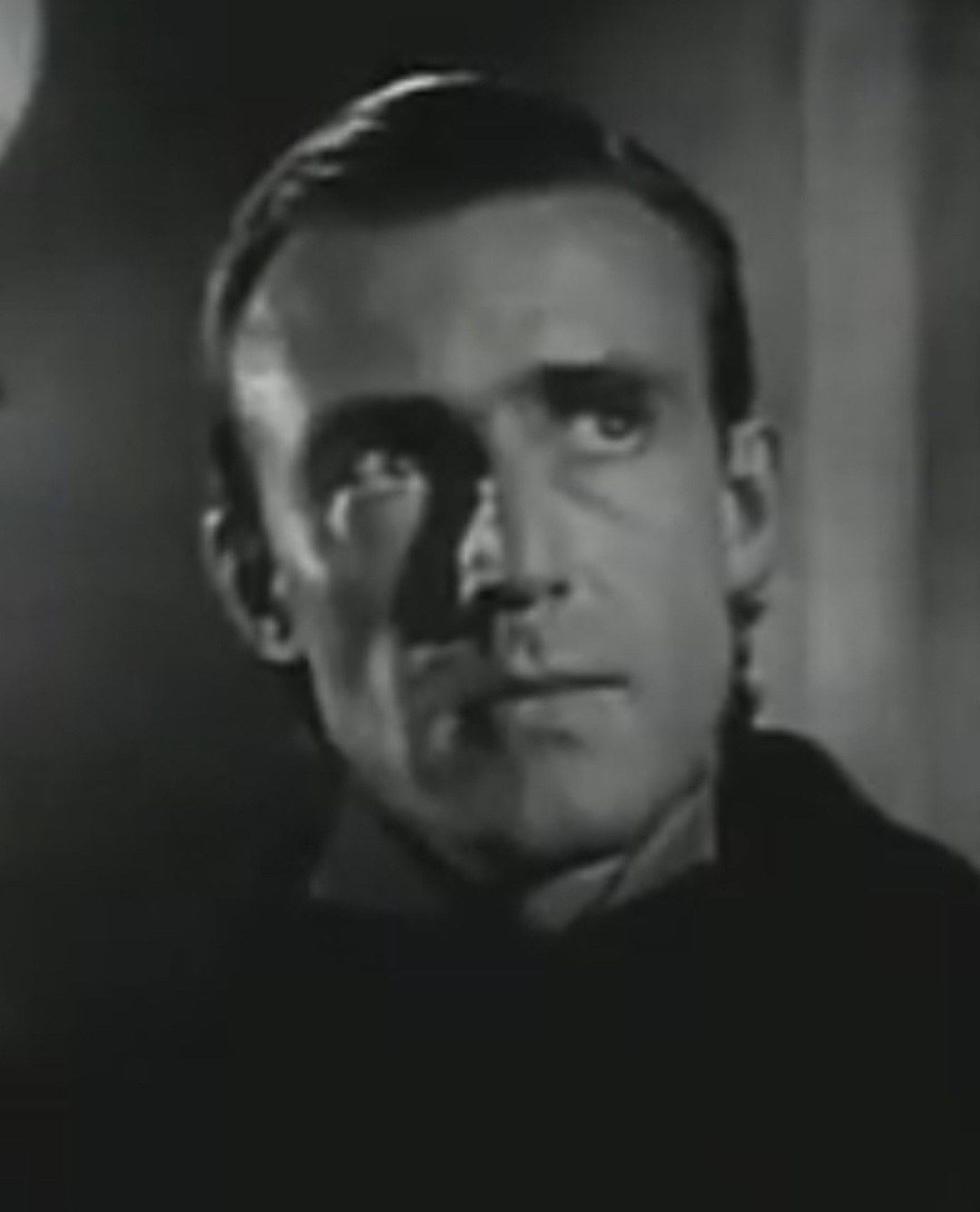

리차드 불(Richard Bull, 1924년 6월 26일 ~ 2014년 2월 3일)는 미국의 배우, 연극 배우, 텔레비전 배우, 영화배우이다.
자이언에서 태어났으며 칼라바사스에서 사망하였다. 사인은 폐렴이다.

## 방송
- 초원의 집

## 영화
- 슈거 (2008년)
- 렛츠 고 투 프리슨 (2006년)
- 노멀 (2003년)
- 초원의 집 - TV 시리즈 (1974년)
- 명탐정 바나비 존즈 (1973년)
- 브리지 (1973년)
- 달라스의 음모 (1973년)
- 평원의 무법자 (1973년)
- 샌프란시스코 수사반 (1972년)
- 울자나스 레이드 (1972년)
- 안드로메다의 위기 (1971년)
- 레드 문 (1969년)
- 0011 나폴레옹 솔로 (1968년)
- 토마스 크라운 어페어 (1968년)
- OK 목장의 결투 2 (1967년)
- 털보 가족 (1966년)
- 제5전선 (1966년)
- FBI (1965년)
- 첩보원 0011 (1964년)
- 해저 여행 (1964년)
- 보난자 (1959년)
- 딜론 보안관 (1955년)